# Planerite
La planerite è un minerale.